# Palazzo Lardera
Il Palazzo Lardera è un edificio residenziale, costruito tra il 1932 e il 1933, situato al di fuori dei confini del centro storico di Pavia; occupa un'importante posizione all'incrocio tra Piazza Dante e Viale Matteotti.

## Storia
Il Palazzo Lardera venne progettato da Carlo Codebue e costruito tra il 1932 e il 1933. Codebue trasse ispirazione dallo stile sobrio e lineare dei palazzi  residenziali di Alpago Novello, Cabiati, Ferrazza, Minali (del 1930, situato a Milano in via Melzi d'Eril).

## Architettura
Costituito da 6 piani, l'edificio presenta un corpo centrale ad angolo da cui partono due corpi laterali perpendicolari. La parte centrale si differenzia dal resto della struttura per la presenza dei bovindi dal primo all’ultimo piano, e per l’ingresso principale al piano terra che è incorniciato da due grosse colonne con rivestimento scuro. La residenza è costituita da fasce orizzontali create dalla posizione simmetrica delle aperture delle finestre e dei balconi. Il palazzo si articola  in tre parti principali: il basamento, il corpo centrale e il coronamento, caratterizzati da un gusto sobrio e privo di eccessi. Un aspetto innovativo è la presenza di una struttura minore di forma poligonale all'ultimo livello e allineata con il corpo centrale sottostante. La facciata dell’edificio è rivestita in pietra chiara, probabilmente travertino o un materiale simile, conferendo un aspetto solido e massiccio. Le finestre hanno persiane di colore rosso, che contrastano con la tonalità chiara della pietra. Nel complesso, l'edificio riflette  una cura per il dettaglio e la funzionalità, rendendolo un elemento distintivo del tessuto urbano in cui si inserisce.

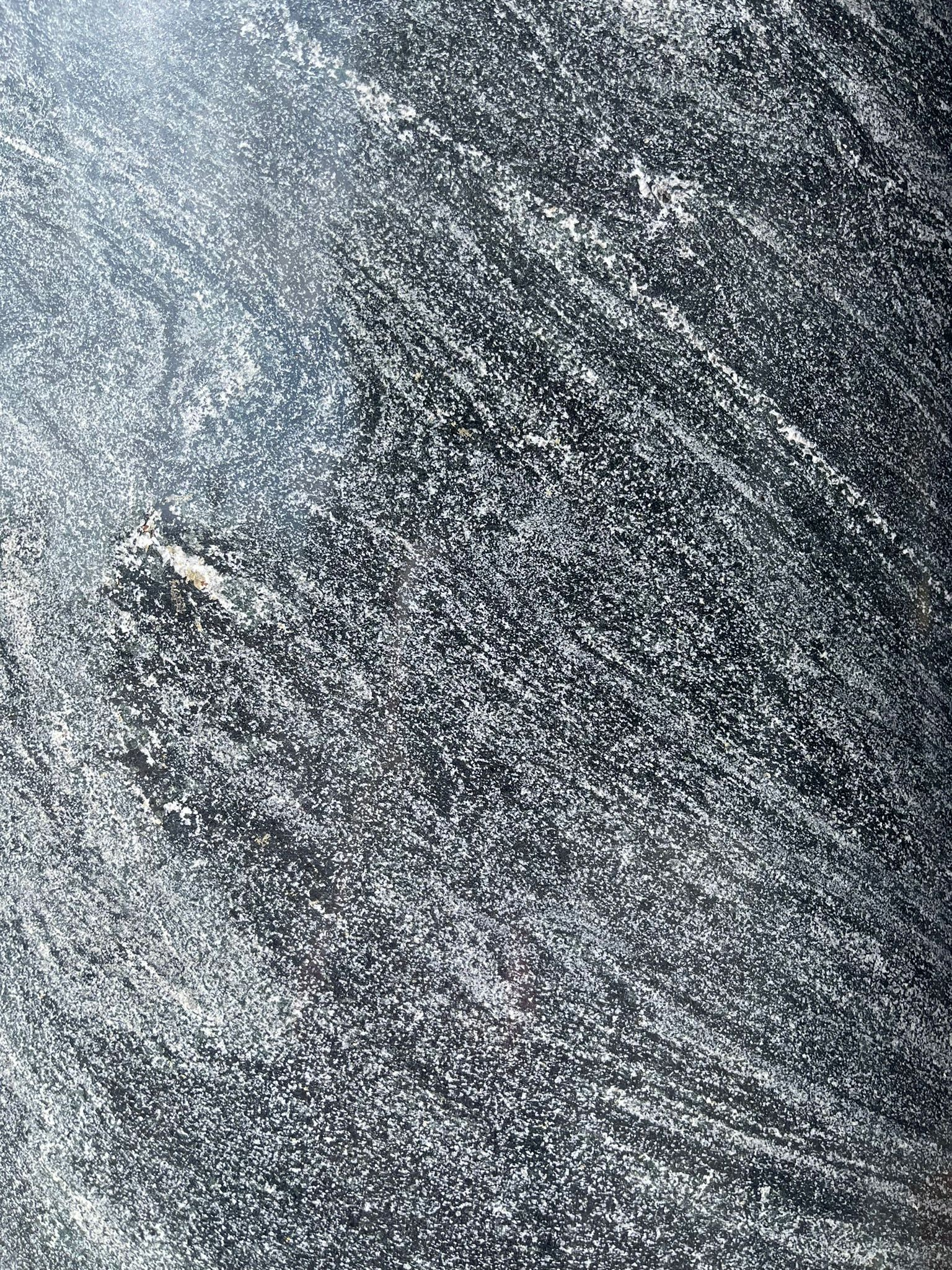
Materiale della colonna, foto del 2024 di Rebecca Pashalliu

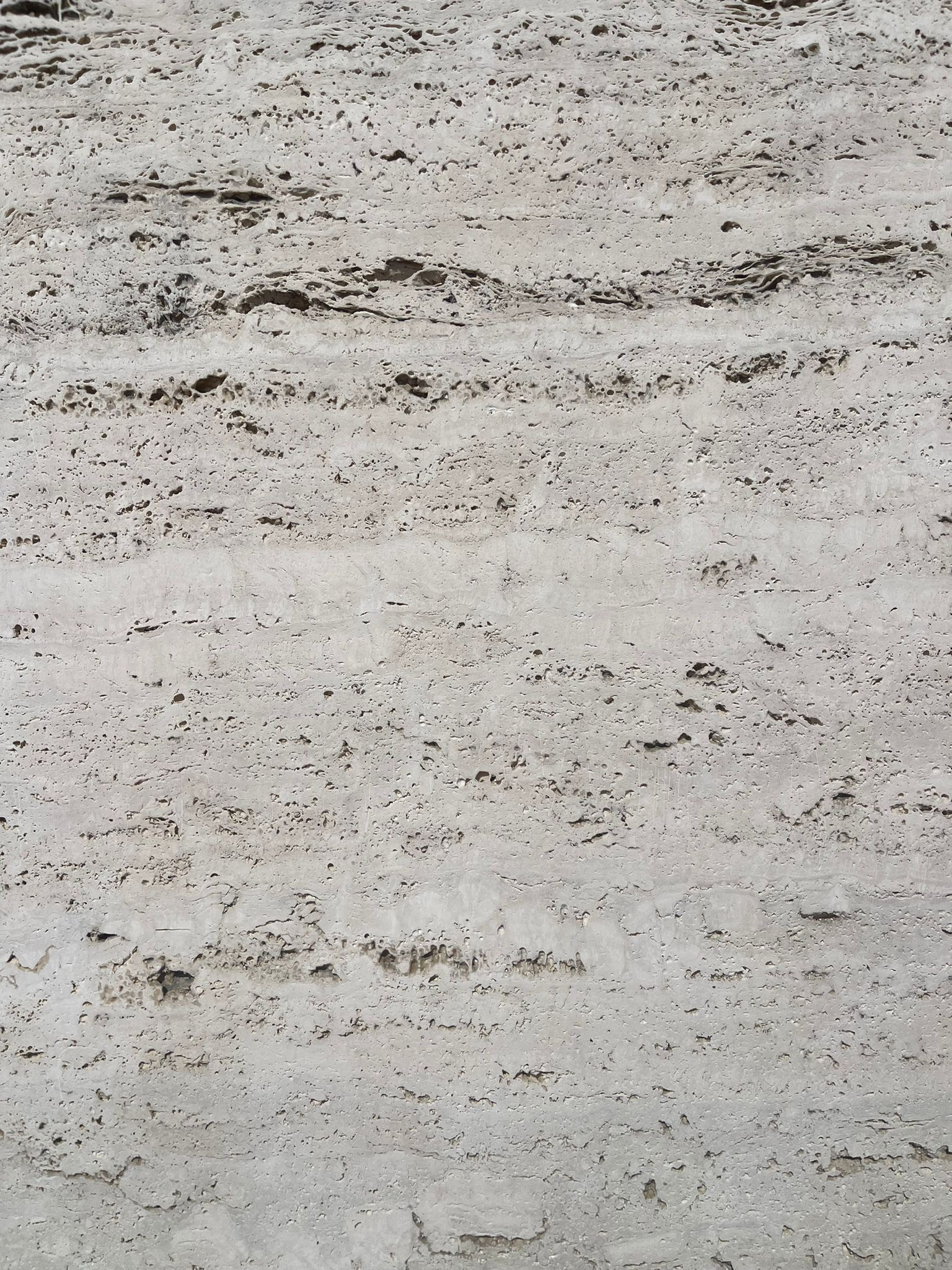
Materiale dell’edificio, foto del 2024 di Rebecca Pashalliu